# Squilli di morte
Squilli di morte (Murder by Phone) è un film del 1982 diretto da Michael Anderson.

## Trama
Nat Bridger, un professore universitario, si trova suo malgrado a investigare sulla morte di una sua allieva, Sandra, che è deceduta in modo misterioso subito dopo aver risposto a una telefonata.
Aiutato dal collega Stanley e dalla ricercatrice Ridley, scopre così che un serial killer miete le proprie vittime tramite le linee telefoniche, trasmettendo una micidiale scarica elettrica.